# 约翰·彼得·弗兰克
约翰·彼得·弗兰克（英語：Johann Peter Frank，1745年3月19日—1821年4月24日）是一位德国医生和卫生学家，生于罗德阿尔本，在维也纳去世，是早期社会医学和公共卫生史上的重要人物。